# 郑州航空港站

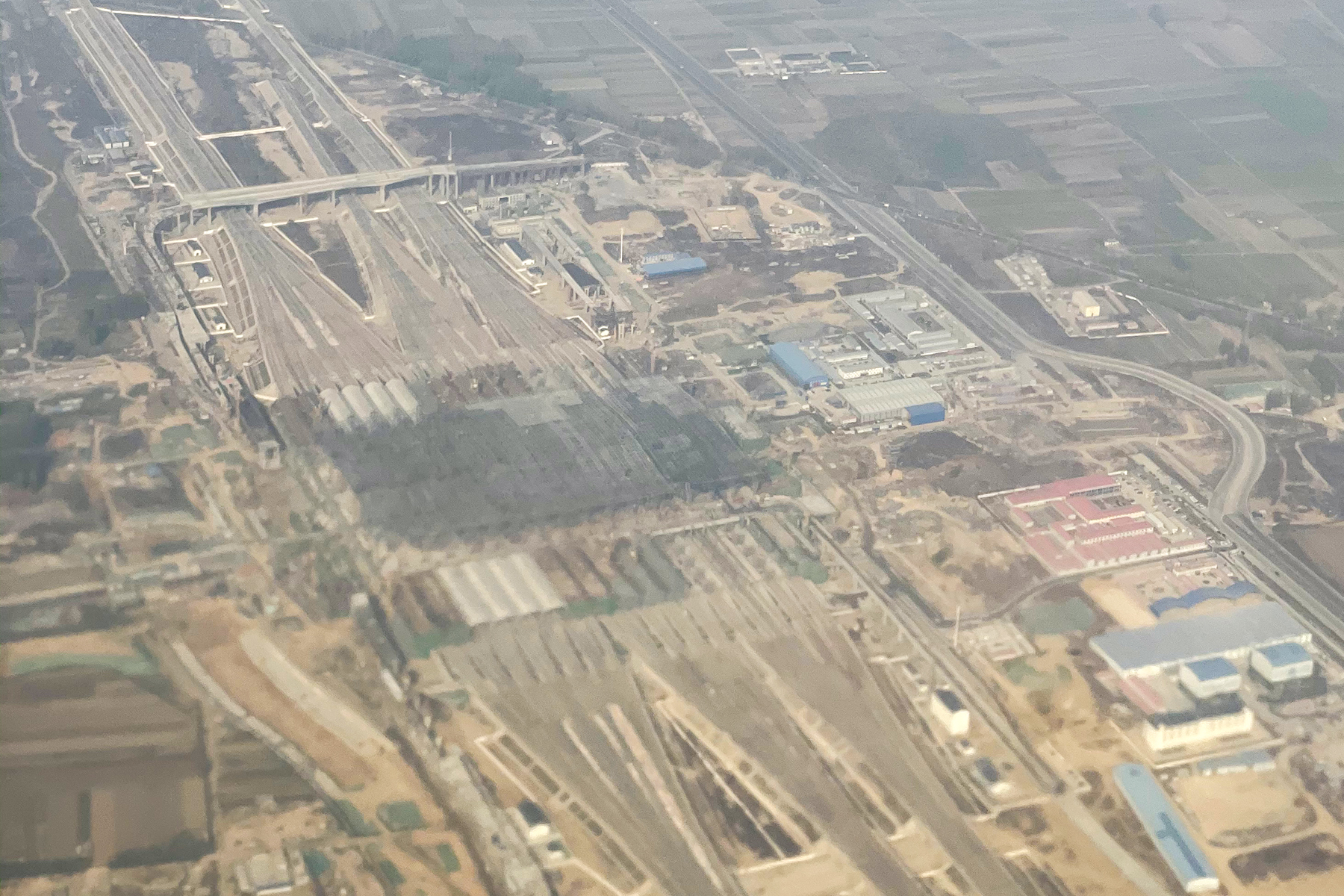
2020年11月，建设中的郑州航空港站

郑州航空港站（规划及建设阶段曾称郑州南站）位于中华人民共和国河南省郑州市航空港区，郑州新郑国际机场东南方向6公里处，是郑州市的高铁枢纽车站，是郑渝高速铁路、郑阜高速铁路和郑机城际铁路的交汇站，也是中原城市群城际铁路的中心站。车站于2017年7月开工，站房面积约15万平方米，2019年9月建成站场，2022年完成站房全部施工任务，年旅客发送量预计近期为840万人，远期为1160万人。。2022年5月13日，中国国家铁路集团有限公司下发通知，将郑州南站更名为郑州航空港站。

## 车站结构
郑州航空港站外部设计灵感源自莲鹤方壶。车站内部按六层设计，地面层为进出站大厅与停车场，地上二层为站台层，地上三层为高架站房，地下一层为进出站与换乘大厅，地下二层、三层分别为轨道交通9、13号线站台层。郑州航空港站共设有三个站场，自东向西分别为郑渝场、郑阜场、城际场，其中郑渝场5台10线，郑阜场5台9线(郑渝、郑阜两场共用一个岛式站台)，城际场7台13线，共16台32线。

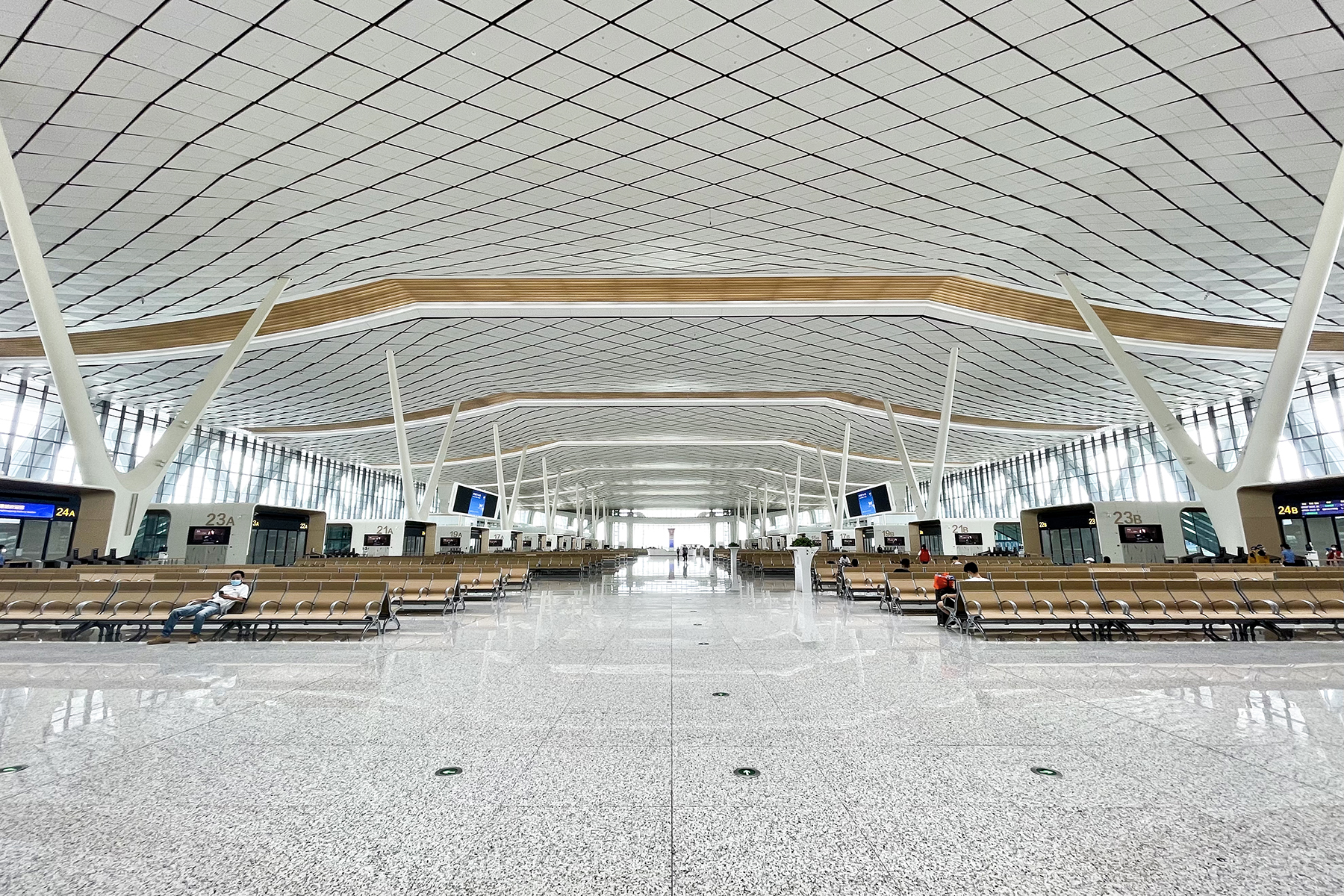
候车大厅
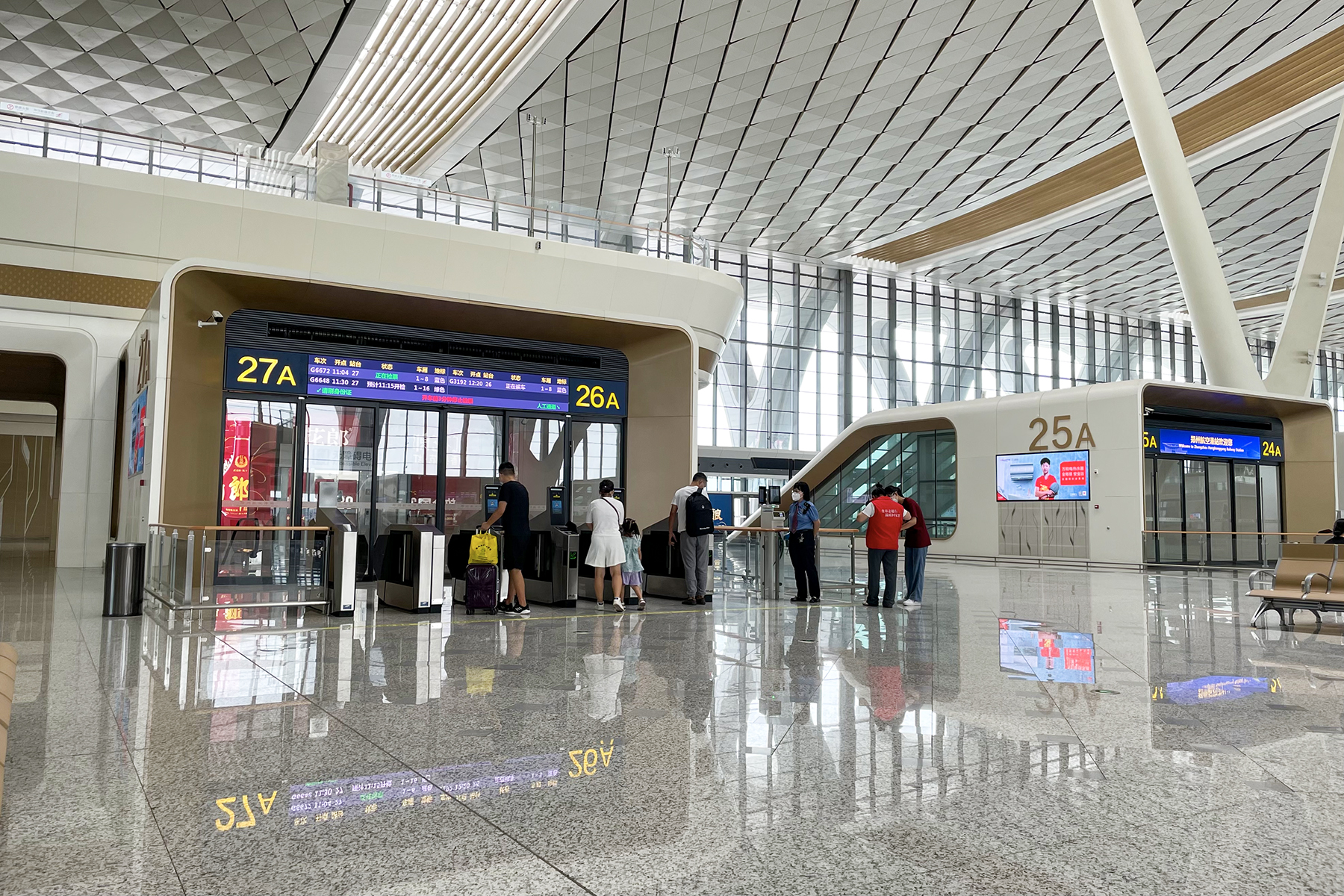
验票闸口
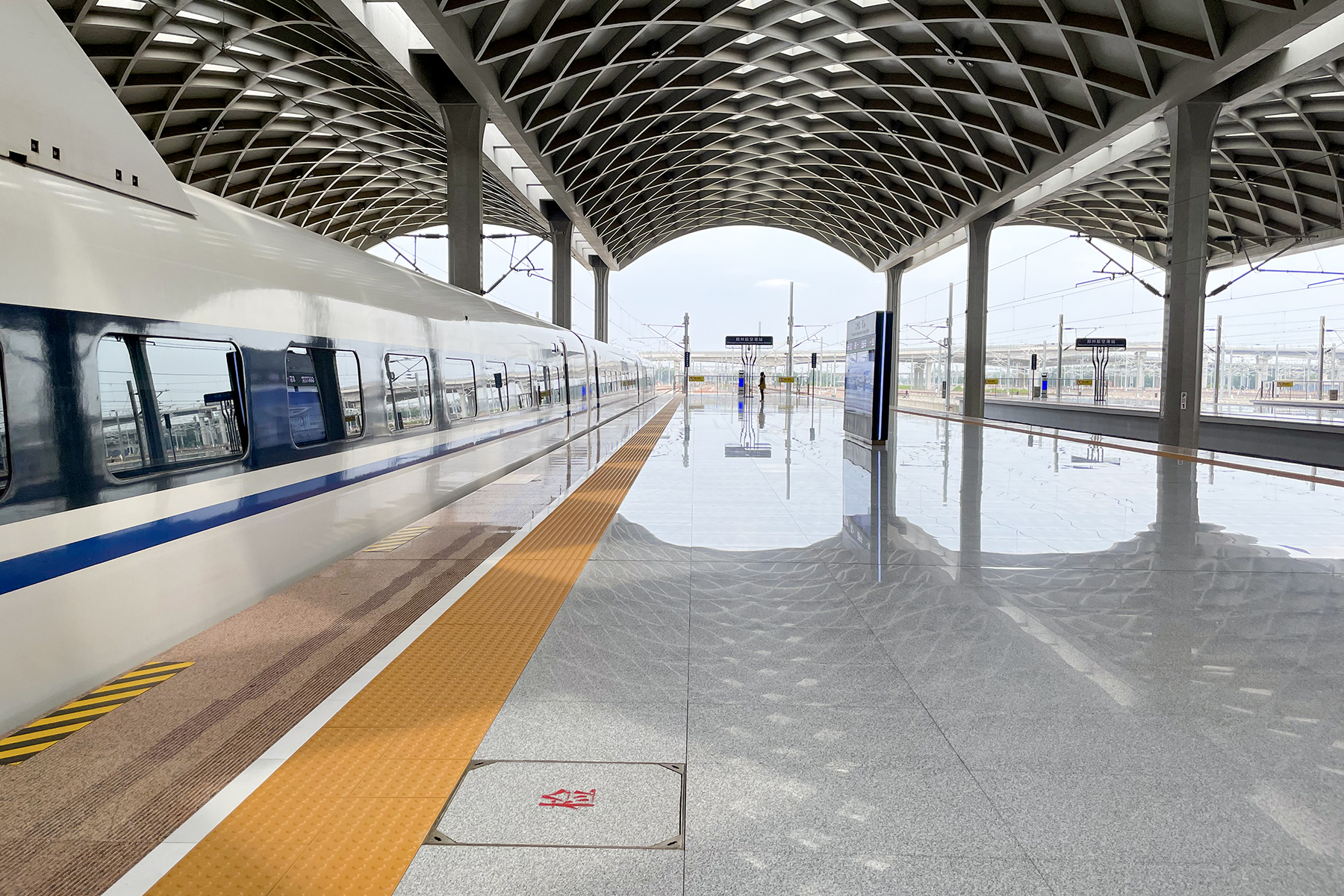
站台

## 交通

### 轨道交通
郑州航空港站与郑州地铁城郊线二期（远期为9号线的一部分）与13号线的换乘站郑州航空港站同时建设，其中城郊线二期车站已于2022年6月20日随铁路车站同步开通运营。

### 公路
郑州航空港站有4条道路连接：迎宾大道、102省道、万三公路（新107国道）、航城大道，均为双向八车道快速路。

### 航空
郑州航空港站距郑州新郑国际机场仅6公里，将建设空铁多式联运。